# لمعلوماتك
للعلم ولأخذ العلم ولمعلوماتك (بالإنجليزية FYI) عبارات تستعمل في رسائل البريد الإلكتروني والمحادثة الفورية والميمز والرسائل، وغالباً في عناوين الرسائل، لتوضيح أن هذه الرسالة هي رسالة معلومات. بقصد التواصل مع المتلقي إذا كان مهتماً بهذا الموضوع، وأنها لا تتطلب أي إجراء. كما تستخدم في المحادثات المنطوقة غير الرسمية والخاصة بالأعمال.
يعود استخدام مصطلح FYI إلى عام 1941. والاستخدام المبكر الملحوظ كان في عام 1959 في حلقات The Twilight Zone, "One for the Angels."